# Ribe Å
Ribe Å är ett vattendrag i Danmark. Det ligger i Region Syddanmark, i den sydvästra delen av landet. Ribe Å  börjar där Fladså och Gels Å möts och rinner genom staden Ribe innan den, via en sluss (Kammerslusen), mynnar ut i  Vadehavet.